# Рт Јорк
Рт Јорк (енгл. Cape York) је најсевернија тачка континенталног дела Аустралије. Налази се на 10°41‘ јгш и 142°32‘ игд.

## Географија
Рт је смештен на полуострву Кејп Јорк, на обали Торесовог пролаза у аустралијској савезној држави Квинсленд. Територија је прекривена тропском кишном шумом, а становништво је углавном домородачког порекла. Име му је дао Џејмс Кук, у част Војводе од Јорка и Олбенија, 21. августа 1770. године. Рт раздваја Карпентаријски залив и Корално море.